# Максимилиан Франц фон Атемс
Максимилиан Франц фон Атемс (на немски: Maximilian Franz von Attems) е имперски граф на Атемс, фрайхер на Хайлигенкройц, Лучинико, Подгора, Фалкенщайн и Танценберг.

## Биография
Роден е на 11 октомври 1629 година в Градиска, Хабсбургска монархия (днес в Италия). Той е син на имперски граф Фердинанд фон Атемс (1603 – 1634), фрайхер на Хайлигенкройц, и съпругата му графиня Ломбарда фон Турн-Валзасина-Хофер (ок. 1607 – 1680), дъщеря на имперски граф Раймунд IV фон Турн-Валзасина-Хофер († 1623) и втората му съпруга Мария Клара Хофер (сестра на първата му съпруга Лудовика Хофер). Внук е на фрайхер Херман фон Атемс (1564 – 1611), господар на Хайлигенкройц, имперски камерхер, дипломат, и съпругата му фрайин Урсула Бройнер фон Щюбинг (ок. 1568 – 1641), дъщеря на фрайхер Карл Каспар Бройнер-Щубинг († 1616) и фрайин Елеонора фон Филинген цу Шьоненберг и Зеефридсберг († 1603).
Баща му Фердинанд фон Атемс е издигнат на 6 септември 1630 г. в Регенсбург на имперски граф на Атемс и на фрайхер на Хайлигенкрьоц заедно с братята му Йохан Якоб фон Атемс (1593 – 1663) и Йохан Фридрих фон Атемс (1593 – 1663).
Максимилиан Франц фон Атемс умира на 7 октомври 1663 г. в Гьорц (днес Гориция, Италия), на 33-годишна възраст. Дядо е на Йозеф Освалд фон Атемс (1679 – 1744), княжески епископ на Лавант (1724 – 1744).

## Фамилия
Максимилиан Франц фон Атемс се жени на 24 януари 1649 г. в Гьорц за фрайин Ана Клара фон Кампана (* 9 април 1632, Лучинико; † 29 август 1663, Гьорц), дъщеря на фрайхер Юлиус фон Кампана и Урзина Бертис фон Бертизек. Те имат 11 деца:
- Мария (*/† 19 април 1650)
- Юлиус Антон (* 29 април 1651; † 6 май 1651)
- Юлиус Антон (* 12 октомври 1652, Гьорц; † 7 септември 1681, Гьорц), женен в Гьорц на 26 юни 1671 г. за фрайин Анна Мария фон Кюенбург (* 7 януари 1653, Гьорц; † 8 февруари 1724, Випах); баща на Йозеф Освалд фон Атемс (1679 – 1744), княжески епископ на Лавант (1724 – 1744)
- Фердинанд (* 9 ноември 1653; † 11 август 1666)
- Урсула Бенигна (* 17 април 1655; † 26 юни 1685, Триесте)
- Якоб (* 11 юли 1656, Гьорц; † 2 юли 1684, убит в акция в Будапеща), рицар на Тевтонския орден
- Максимилиана Франциска (* 8 октомври 1657, Гьорц; † 6 август 1737, Триесте), омъжена в Гьорц на 2 август 1674 г. за граф Бенвенуто Петаци от Кастелнуово и Сан Серволо (* 8 юли 1634, Триесте; † 27 октомври 1731)
- Елизабет (* 10 септември 1659, Гьорц; † 9 юли 1699, Гьорц), монахиня в Гьорц
- Петер Антон Раймунд (* 20 юни 1661; † 22 февруари 1728, Гьорц), женен I. в Падуа 1695 г. за Елизабет Суарез (* ок. 1679; † 13 януари 1706, Гьорц), II. в Удине на 30 април 1707 г. за графиня Фулвия Атимис (* 23 декември 166; † 29 септември 1759)
- Анна (* 29 август 1662; † 29 май 1663)
- Анна (* 1 юни 1663; † 25 юни 1663)